# Oecetis pseudolaustra
Oecetis pseudolaustra là một loài Trichoptera trong họ Leptoceridae. Chúng phân bố ở miền Australasia.